# Ptilogyna (Plusiomyia) neogama
Ptilogyna (Plusiomyia) neogama is een tweevleugelige uit de familie langpootmuggen (Tipulidae). De soort komt voor in het Australaziatisch gebied.